# Merwin (Missouri)
Pour les articles homonymes, voir Merwin.
Merwin est un village du comté de Bates, dans le Missouri, aux États-Unis,. Situé au nord-ouest du comté, il est incorporé en 1894.

## Démographie
Lors du recensement de 2010, la ville comptait une population de 58 habitants. Elle est estimée, en 2016, à 56 habitants.

## Source de la traduction
- (en) Cet article est partiellement ou en totalité issu de l’article de Wikipédia en anglais intitulé « Merwin, Missouri » (voir la liste des auteurs).